# Järnvägslinjen Szczecin Główny–Trzebież Szczeciński
Järnvägslinjen Szczecin Główny-Trzebież Szczeciński är en järnväg mellan Szczecin och Trzebież i Västpommerns vojvodskap, Polen. Den är elektrifierad och delvis dubbelspårig. Banans längd är 37,147 km, och spårvidden är 1435 mm (normalspår). Persontrafiken Szczecin Główny-Trzebież Szczeciński lades ned 2002.
Trafikoperatör är PKP Polskie Linie Kolejowe. Den öppnades för trafik mellan Szczecin Główny och Szczecin Drzetowo i mars 1898, till Jasienica i september 1898 och från Jasienica till Trzebież år 1910. PKP Cargo kör godstrafik på banan. 

## Stationer och hållplatser
| Km     | Namn Tidigare namn                                        | Bild | Antal spår | Station/hållplats |
| ------ | --------------------------------------------------------- | ---- | ---------- | ----------------- |
| 0,000  | Szczecin Główny Berlinerbahnhof Stettin Hauptbahnhof      |      | 10         | station           |
| 2,000  | Szczecin Pomorzany Stettin Pommerensdorf                  |      | 1          | hållplats         |
| 3,733  | Szczecin Turzyn Stettin Torney                            |      | 1          | station           |
| 3,840  | Szczecin Pogodno Stettin Kreckower Str. Szczecin Krzekowo |      | 2          | hållplats         |
| 6,049  | Szczecin Łękno Stettin Westend Szczecin Pogodno           |      | 1          | hållplats         |
| 6,049  | Szczecin Niebuszewo Stettin Zabelsdorf                    |      | 2          | station           |
| 9,425  | Szczecin Drzetowo Stettin Bredow                          |      | 2          | hållplats         |
| 10,800 | Szczecin Żelechowo Züllchow                               |      | 2          | hållplats         |
| 11,681 | Szczecin Golęcino Frauendorf Golęcino Szczecińskie        |      | 2          | hållplats         |
| 13,815 | Szczecin Gocław Gotzlow Gocław                            |      | 2          | hållplats         |
| 15,665 | Szczecin Glinki Stolzenhagen-Kratzwieck Stolec-Kraszewsko |      | 2          | hållplats         |
| 18,229 | Szczecin Skolwin Cavelwisch Odermünde Żółwino             |      | 2          | hållplats         |
| 21,454 | Szczecin Mścięcino Messenthin Mierzęcin                   |      | 2          | hållplats         |
| 23,339 | Police Pölitz                                             |      | 2          | hållplats         |
| 25,990 | Police Zakład                                             |      | 3          | hållplats         |
| 27,999 | Jasienica Jasenitz                                        |      | 1          | hållplats         |
| 31,305 | Dębostrów Damuster                                        |      | 1          | hållplats         |
| 32,975 | Niekłończyca Uniemyśl Königsfelde-Wilhelmsdorf            |      | 1          | hållplats         |
| 35,685 | Trzebież Szczeciński Ziegenort Trzebiesz nad Zatoką       |      | 3          | station           |